# Церква Перенесення мощей Святого Миколая (Іване-Золоте)
Церква Перенесення мощей Святого Миколая в Івано-Золотому — парафія і храм греко-католицької громади Заліщицького деканату Бучацької єпархії Української греко-католицької церкви в селі Іване-Золоте Чортківського району Тернопільської области.

## Історія церкви
Релігійна громада та церква належали до УГКЦ з XVIII століття, що підтверджується старими печатками та архівом, який ведеться з 1732 року. Спочатку храм носив титул Святого Миколая, а 18 грудня 1896 року, за декретом Папи Лева XIII, отримав титул Перенесення мощей Святого Миколая. Муровану церкву збудували у 1894–1895 роках.
З 1947 по 1990 рік парафія перебувала в юрисдикції Московського патріархату. Після повернення в лоно УГКЦ, 30 липня 1995 року парафію відвідав єпископ Павло Василик, а за тиждень — єпископ Михаїл Сабрига.
У 1896 році, на прохання єпископа Юліяна Сас-Куїловського, Папа Лев XII надав церкві відпуст.
При парафії діють:
- Братство «Апостольство молитви».
- Спільноти «Матері в молитві» та «Жива Вервиця».
- УМХ.
- Вівтарна дружина.

Окрасою парафії є нова дзвіниця, збудована до 2000-ліття Різдва Христового. Також на території є 5 хрестів, 3 статуї, 5 каплиць та Хресна дорога.
З 1993 року громада володіє власним парафіяльним будинком. У 2007 році було повернуто ще три будинки, які належали громаді до 1939 року.

## Парохи
- о. Михайло Тухленович,
- о. Андрій Стоневський,
- о. Михайло Тухленович,
- о. Теодор Борисекевич,
- о. Данило Чепіль,
- о. Теодор Борисикевич,
- о. Стефан Борисекевич,
- о. Іван Підгорецький,
- о. Григорій Литвинович,
- о. Іван Курганович,
- о. Григорій Литвинович,
- о. Іван Курганович,
- о. Ілля Зельський,
- о. Ісаак Бошкевич,
- о. Леопольд Зелевський,
- о. Іван Гловацький,
- о. Григорій Третяк,
- о, Іван Левицький,
- о. Діонизій Єліасевич,
- о. Емільян Росткович,
- о. Кирило Дольницький,
- о. Іван Велігорський,
- о. Михайло Струминський,
- о. Юліан Козловський,
- о. Олександр Руденський,
- о. Василь Дзьомбак,
- о. Йосиф Каганець,
- о. Юліан Руденський,
- о. Миколай Волянський,
- о. Володимир Ганкевич,
- о. Даниїл Кравчук,
- о. Іван Стахун,
- о. Онуфрій Швигор,
- о. Іван Рутковський,
- о. Іван Сивак,
- о. Віталій Масловський,
- о. Степан Барновський (з грудня 1991),
- о. Степан Барновський (з 29 квітня 1991).